# Marie-Josephine Gaudette
Marie-Josephine Clarice  Gaudette, RJM, también conocida como Hermana Cecilia (Manchester, 25 de marzo de 1902- Roma, 13 de julio de 2017), fue una supercentenaria italiana nacida en Estados Unidos, que vivió 115 años y 110 días y decana de Italia desde el 15 de abril de 2017, después de la muerte de Emma Morano.

## Biografía
Nacida en Manchester, New Hampshire, de padres canadienses, tomó la decisión de convertirse en monja desde muy joven, y solo 21 años tomó los votos. Después de vivir en Canadá y Francia, donde enseñó arte y música, en 1958 se instaló en un convento en Roma donde continuó residiendo hasta su muerte, tomando el nombre de Hermana Cecilia, en honor a Santa Cecilia, mecenas de la música. Y unirse a la Congregación de los Religiosos de Jesús-María.
Durante las elecciones presidenciales estadounidenses de 2008, la decisión de participar en la votación atrajo la atención de los medios, convirtiéndolo en uno de los votantes más antiguos a la edad de 106 años.
Murió el 13 de julio de 2017 a la edad de 115 años.